# 布兰科·米库利奇
布兰科·米库利奇（1928年6月10日—1994年4月12日），克罗地亚族，是南斯拉夫的党和国家领导人，南斯拉夫共产主义者联盟中央主席团执行主席，南斯拉夫社会主义联邦共和国主席团委员、执行委员会主席。

## 生平
1928年，出生于波斯尼亚和黑塞哥维那中部中波斯尼亚州上瓦库夫布戈伊诺县波德格拉杰。
1944年，加入南斯拉夫共产党。
1965年，为波斯尼亚和黑塞哥维那共产主义者联盟中央委员会书记。
1966年，为波黑中央执行委员会书记。
1967年，任波斯尼亚和黑塞哥维那社会主义共和国执行委员会主席（总理）。
1969年，任波斯尼亚和黑塞哥维那共产主义者联盟中央委员会主席。
1974年，南共十大，为南共中央主席团委员。
1978年，任南共中央主席团执行主席。
1982年，任波斯尼亚和黑塞哥维那社会主义共和国主席团主席。
1984年，任第十四届冬季奥林匹克运动会组织委员会主席。
1984年，任南斯拉夫社会主义联邦共和国联邦主席团委员。
1986年，任南斯拉夫社会主义联邦共和国联邦执行委员会主席（总理）。
1988年，辞职。
1994年，逝世。